# Cepitá
Cepitá – miasto w Kolumbii, w departamencie Santander.